# Hortense Powdermaker
Hortense Powdermaker (ur. 24 grudnia 1896 lub 1900, zm. 16 czerwca 1970) – brytyjska antropolożka najbardziej znana z badania Afroamerykanów na terenach wiejskich Ameryki Północnej oraz przemysłu filmowego w Hollywood.

## Życiorys
Przyszła na świat w żydowskiej rodzinie Louisa i Minnie (Jacoby) Powdermakerów. Z wyjątkiem babki ze strony matki, Żydówki z Anglii, wszyscy przodkowie i przodkinie byli pochodzenia żydowskiego z Niemiec. Była drugim z czwórki dzieci. Gdy Hortense miała pięć lat, rodzina przeniosła się do Reading w Pensylwanii, a 7–8 lat później do Baltimore w stanie Maryland. Dziadek ze strony matki był rabinem reformowanej synagogi w Pensylwanii, Hortense zaś została konfirmowana w Baltimore.
Studiowała historię i nauki humanistyczne w prywatnej uczelni w Towson, Goucher College. Interesowała się socjalizmem i ruchem robotniczym. Doświadczyła tam antysemityzmu. Działała w Kobiecej Lidze Związków Zawodowych. Studia skończyła w 1919. Pracowała jako organizatorka pracy dla Amalgamated Clothing Workers w Nowym Jorku, Cleveland i Rochester. Niezadowolona z perspektyw ruchu robotniczego w USA, w 1925 wyjechała na studia do London School of Economics. Tam poznała antropologa Bronisława Malinowskiego, który stał się jej mentorem i namówił do podjęcia studiów doktoranckich. Po latach pisała, że zajęła się antropologią z powodu sympatii do naukowców zgłębiających tę dziedzinę oraz dlatego że nie przyszedł jej do głowy lepszy pomysł na życie.
W 1928 obroniła dysertację na temat przywództwa w rdzennych społeczeństwach. W 1929 otrzymała grant od Australijskiej Rady Badawczej na prowadzenie badań terenowych. Była pierwszą antropolożką, która samotnie mieszkała wśród Melanezyjczyków z Nowej Irlandii (Papua-Nowa Gwinea). Spędziła 10 miesięcy wśród Lesu, badając ich strukturę społeczną. Lokalizację miejsca badań wskazali jej brytyjscy urzędnicy, choć początkowo planowała badać plemię Mafulu, mieszkające w górzystym rejonie Nowej Gwinei. W drodze do Nowej Irlandii zatrzymała się w Australii, gdzie na Uniwersytecie w Sydney konsultowała pracę z Alfredem Radcliffe-Brownem, profesorem antropologii, przewodniczącym Australijskiej Rady Badawczej, którego znała z gościnnych wykładów na London School of Economics. Pozostawali w kontakcie korespondencyjnym. Podczas pobytu w Nowej Gwinei spotkała antropolożkę Beatrice Blackwood, która przyjechała tu na badania terenowe. Pomagała jej w nauce pidżynu, udzielała wskazówek i porad na temat przetrwania w Melanezji. W 1933 Powdermaker wydała książkę Life in Lesu: The Study of a Melanesian Society in New Ireland.
Po powrocie do Stanów Zjednoczonych dołączyła do nowo powstałego Instytutu Relacji Ludzkich w Uniwersytecie Yale, wspieranego przez Fundację Rockefellera. Na uczelni pracowała w latach 1930–1937. Z inspiracji Edwarda Sapira zainteresowała się antropologią psychologiczną. Odmówiła badania chasydzkich Żydów, które sugerował jej Sapir. W 1932 dostała stypendium od Social Science Research Council na badania antropologiczne wśród Afroamerykanów. Była pierwszą osobą, która zbadała współczesną sobie społeczność w Stanach Zjednoczonych. Przez dziewięć miesięcy w latach 1932–1933 oraz latem 1934 mieszkała w Indianola w stanie Mississippi. Badała społeczność afroamerykańską. Wyniki opublikowała w 1939 w książce After Freedom: A Cultural Study In the Deep South. Było to jedno z pierwszych akademickich badań społeczności międzyrasowej.
W 1938 zaczęła pracę w Queens College na Uniwersytecie Nowojorskim. Założyła wydziały antropologii i socjologii. Do 1968 wykładała antropologię. W czasie II wojny światowej wykładała w Yale w ramach specjalistycznego programu szkolenia armii na południowym Pacyfiku. W 1943 w „The American Journal of Sociology” opublikowała artykuł The Channeling of Negro Aggression by the Cultural Process. W 1944 napisała książkę dla uczniów szkół średnich Probing Our Prejudices, która stanowiła antropologiczną i psychologiczną rozprawę na temat przyczyn i dynamiki rasizmu, antysemityzmu i dyskryminacji imigrantów w Stanach Zjednoczonych. W latach 1944–1952 wykładała również w William Alanson White Institute of Psychiatry, Psychoanalysis and Psychology, a w 1958 w New York College of Medicine.
W 1950 wydała książkę Hollywood, the Dream Factory, pierwsze i dotąd jedyne znaczące studium antropologiczne przemysłu filmowego. Badała społeczną strukturę przemysłu filmowego i jego wpływ na treść współczesnych jej filmów. Następnie w latach 1953–1954 dzięki stypendium Guggenheima dokumentowała wpływ zachodnich środków masowego przekazu i urbanizacji na życie plemion afrykańskich w Luanshya, górniczym mieście w regionie Copperbelt w Rodezji Północnej. W 1962 opublikowała wyniki prac w książce Copper Town: Changing Africa.
W 1954 została profesorką zwyczajną Uniwersytetu Nowojorskiego. W 1965 od Stowarzyszenia Absolwentów Queens College otrzymała nagrodę Distinguished Teacher Award i przeszła na emeryturę.
W latach 1944–1946 była wiceprezeską Nowojorskiej Akademii Nauk, a w latach 1945–1946 wiceprezeską, następnie do 1947 prezeską Amerykańskiego Towarzystwa Etnologicznego. W 1957 Goucher College przyznał jej tytuł doktora honoris causa. Należała do Amerykańskiego Towarzystwa Socjologicznego. Była stypendystką Królewskiego Instytutu Antropologicznego Wielkiej Brytanii i Irlandii.
W 1966 wydała pamiętnik Stranger and Friend: The Way of an Anthropologist.
W 1968 przeszła na emeryturę. Przeniosła się do Berkeley, gdzie nadal prowadziła badania terenowe na temat kultury młodzieżowej. W uznaniu jej pracy, zaproszono ją do współtworzenia Międzynarodowej Encyklopedii Nauk Społecznych.

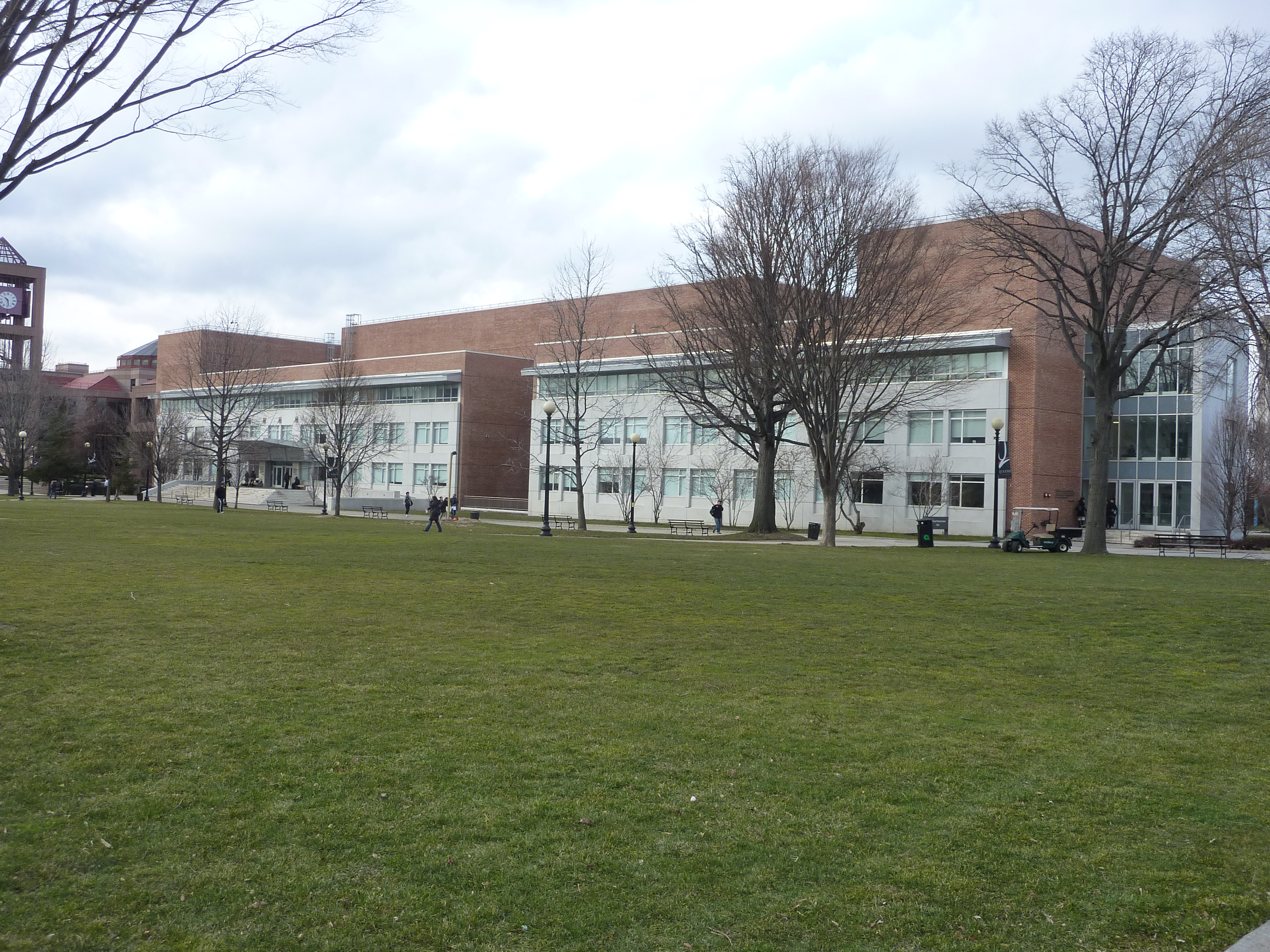
Budynek imienia Hortense Powdermaker w Queens College na Uniwersytecie Nowojorskim

Przez kilka lat mieszkała z przybranym synem, Won Mo Kimem. Przyjaźniła się z Raymondem Firthem, możliwe, że była związana z Edwardem Evans-Pritchardem.
Zmarła na atak serca.

## Upamiętnienie
Jej imieniem nazwano salę na kampusie Queens College, w którym mieszczą się wydziały antropologii i socjologii.
W 1991 redakcja „The Journal of Anthropological Research” przygotowała pamiątkowe wydanie ku jej czci zatytułowane The Legacy of Hortense Powdermaker i zawierające artykuły jej byłych studentów i studentek.